# Молочай пятнистый
Молоча́й пятни́стый (лат. Euphórbia maculáta) — однолетнее травянистое растение; вид рода Молочай (Euphorbia) семейства Молочайные (Euphorbiaceae).

## Морфология

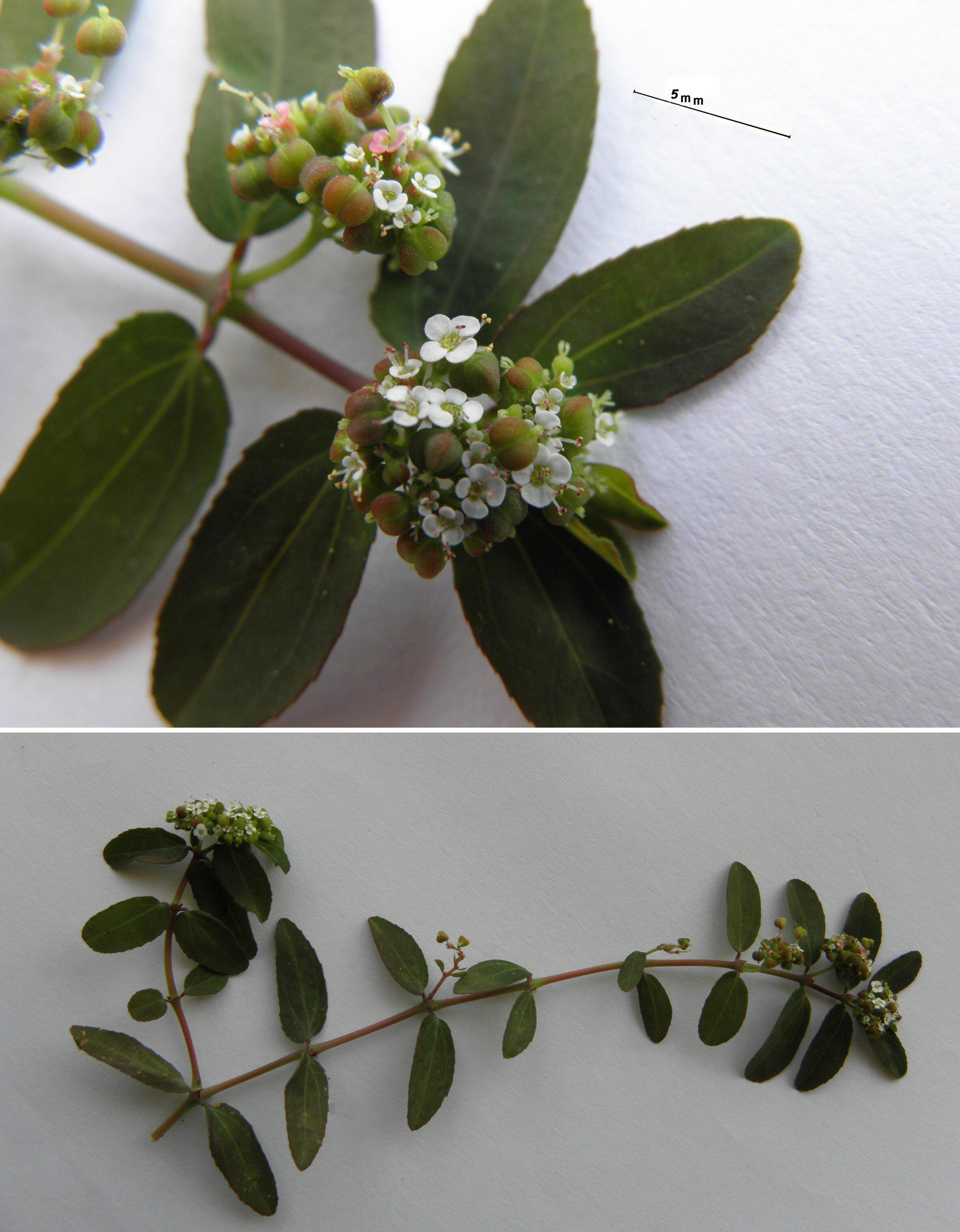
Цветки и плоды

Растение курчаво-жёстковолосистое, с грубыми, щетинистыми, прямо оттопыренными волосками, длиною примерно равными толщине стебля, впоследствии краснеющее.
Стебли стелющееся, 5—15 см длиной, сильно ветвистые, тонко-цилиндрические.
Листья коротко-черешчатые, 5-9(10) мм длиной, 2-4 мм шириной, из слегка неравнобокого основания яйцевидные или линейно-продолговатые, на конце закруглённые или слегка заострённые, у верхушки мелкопильчатые, сверху большей частью голые, тускло-зелёные, впоследствии краснеющие, посередине с округлым или удлинённым пурпурово-бурым пятном, снизу пушистые. Прилистники из ланцетовидного основания шиловидные, бахромчато-зубчатые.
Циатии в развилках как бы пазушные, вследствие сильного укорочения верхних междоузлий часто сближенные в короткие, густые, олиственные соцветия в виде ложной кисти на якобы пазушных цветоносах; бокальчик колокольчато-кубарчатый, около 0,75 мм длиной, снаружи и внутри мохнатый, цельный или только на ½ длины надрезанный, с ланцетовидными ресничными лопастями. Нектарники в числе 4, поперечно-эллиптические, с несколько более, чем они, широким, усечённым или слегка двух-трёхлопастным, обыкновенно бледно-красным придатком. Столбики нитевидные, 0,3-0,4 мм длиной, глубоко двунадрезные, красноватые. Цветёт в июне—сентябре.
Плод — трёхорешник, незрелый поникающий, в зрелом состоянии около 1,2—1,6 мм длиной и 1,5 мм шириной, зелёный, отчасти краснеющий, со всех сторон равномерно прижатоволосый, с тупо-килеватыми на спинке лопастями. Семена около 0,8 мм длиной, яйцевидные, четырёхгранные, острые, большей частью бледно-коричнево-красные, впоследствии часто серые, на двух наружных гранях (0,5 мм шириной) с 3—4 поперечными, прямыми и параллельными бороздками (только у основания семени иногда не вполне правильными).
Вид описан из Северной Америки.

## Распространение
Северная Америка: Канада (Нью-Брунсуик, Новая Шотландия, Онтарио, Квебек: северо-запад), США (Коннектикут, Индиана, Мэн, , Массачусетс, Мичиган, Нью-Хэмпшир, Нью-Джерси, Нью-Йорк, Огайо, Пенсильвания, Род Айленд, Вермонт, Западная Виргиния, Иллинойс, Айова, Канзас, Миннесота, Миссури, Небраска, Северная Дакота, Оклахома, Южная Дакота, Висконсин, Алабама, Арканзас, Флорида, Джорджия, Кентукки, Луизиана, Мэриленд, Миссисипи, Северная Каролина, Южная Каролина, Теннесси, Виргиния, Техас.
Распространено как заносное растение: Европа: Австрия, Венгрия, Швейцария, Болгария, Италия (включая Сицилию и Сардинию), Румыния, Франция (включая Корсику), Португалия, Испания; территория бывшего СССР: Кавказ (Грузия), Дальний Восток (Приморье); Азия: Израиль, Турция, Китай, Япония, Тайвань; Африка: Азорские острова, Канарские острова, Алжир; Северная Америка: западная часть США; Южная Америка: Бразилия, Аргентина, Чили, Парагвай, Уругвай.
Растёт как сорное растение по насыпям дорог и на песках у берега моря.

## Таксономия
|  |                                      |  |                                                             |                                                             |                      |  | ещё 36 семейств (согласно Системе APG II), в том числе Маковые | ещё 36 семейств (согласно Системе APG II), в том числе Маковые |                         |  |  |  | ещё ≈2000 видов |
|  |                                      |  |                                                             |                                                             |                      |  | ещё 36 семейств (согласно Системе APG II), в том числе Маковые | ещё 36 семейств (согласно Системе APG II), в том числе Маковые |                         |  |  |  | ещё ≈2000 видов |
|  |                                      |  |                                                             | порядок Мальпигиецветные                                    |                      |  |                                                                |                                                                | род Молочай (Euphorbia) |  |  |  |                 |
|  |                                      |  |                                                             | порядок Мальпигиецветные                                    |                      |  |                                                                |                                                                | род Молочай (Euphorbia) |  |  |  |                 |
|  | отдел Цветковые, или Покрытосеменные |  |                                                             |                                                             | семейство Молочайные |  |                                                                |                                                                | вид Молочай пятнистый   |  |  |  |                 |
|  | отдел Цветковые, или Покрытосеменные |  |                                                             |                                                             | семейство Молочайные |  |                                                                |                                                                |                         |  |  |  |                 |
|  |                                      |  | ещё 44 порядка цветковых растений (согласно Системе APG II) | ещё 44 порядка цветковых растений (согласно Системе APG II) |                      |  |                                                                | ещё >300 родов                                                 | ещё >300 родов          |  |  |  |                 |
|  |                                      |  |                                                             | ещё 44 порядка цветковых растений (согласно Системе APG II) |                      |  |                                                                |                                                                | ещё >300 родов          |  |  |  |                 |